# Chok樣
Chok樣（粵語讀音：cok3 joeng2），又寫為戳樣、剒樣（以上同音：cok3 joeng2）或擢樣（不同音：zok6 joeng2），是香港的潮流用語，意指刻意擺出最上鏡頭的模樣。
此詞語於2009年開始在香港流行，最初用於香港媒体圈和香港網路討論區上，及後常被雜誌引用，並在坊間開始流行及廣泛使用。

## 語源與中文用字
Chok樣一詞的來源有不同說法：
- Chok 字來自英文 choke（動詞：使窒息），因此擺出美到令人足以窒息的姿態叫「chok樣」。[4]
- Chok 字來自1990年代街機遊戲《街頭霸王》的玩法，玩家操作搖桿以使出最佳技能，叫做 chok，例如操作搖桿發出氣功波叫「chok波」，發出昇龍拳叫「chok昇」；因此引伸為擺出最佳容貌叫「chok樣」。[5]

此詞在香港媒體上通常直接寫為「chok樣」，其全中文寫法有如下幾種：
- 戳樣：[6][7]其中「戳」字粵語讀音同「chok」，[1][2]原意為「刺、豎立」。[8]
- 剒樣：[5][9]其中「剒」字粵語讀音同「chok」，[1][2]原意為「琢磨、雕刻」。[10]
- 擢樣：[11]其中「擢」字粵語讀音與「chok」略為不同，[1][3]原意為「提拔、提升」。[12]

## 流行文化
Chok樣一詞首先於2009年現於討論區。於2010年香港電視廣播有限公司的萬千星輝頒獎典禮上，司儀鄭裕玲要求最後五強的最佳男主角競逐者作出chok樣。由於香港新生代人氣偶像林峯「表演」chok樣時表現最好，因此他被傳媒譽為第一代「chok王」。其後，chok樣一词就风靡网络传媒和被大眾廣泛使用，成為了潮語，更演變成林峯其中一個專有名詞。
本詞一般是在《變身男女chok chok chok》播出後被進一步擴大使用。現今不只林峯或男生使用，有時女生看起來比之前更漂亮或更男子氣慨後亦會被視為「chok樣」。

### 應用範例
- 2011年香港藝人林峯的歌曲－《Chok》
- 2011年香港無線電視節目－《變身男女Chok Chok Chok》
- 2011年香港組合野仔的歌曲《Chok的故事(上/下集)》
- 2012年香港無線電視劇集－《Chok氣一族》

## 影響
2013年香港考試及評核局發表的英國語文文憑試考試報告中指，不少考生將粉筆英文「chalk」串錯為「chok」。

## 相關用語
- 「chok聲」。
- 「chok親」：當chok樣的過程發生意外導致受傷。
- 「chok衰左」、「chok唔到」：chok樣完以後並沒有達到良好結果，用來宣告失敗。